# NGC 7468
NGC 7468 је елиптична галаксија у сазвежђу Пегаз која се налази на NGC листи објеката дубоког неба.
Деклинација објекта је + 16° 36' 16" а ректасцензија 23h 2m 59,2s. Привидна величина (магнитуда) објекта NGC 7468 износи 13,1 а фотографска магнитуда 14,1. Налази се на удаљености од 28,9000 милиона парсека од Сунца. NGC 7468 је још познат и под ознакама UGC 12329, MK 314, CGCG 453-52, IRAS 23004+1619, PRC C-69, KUG 2300+163, PGC 70332.